# Kumankata
Kumankata, död 1269, var kejsarinna av Bulgarien 1197–1207, som gift med tsar Kalojan och tsar Boril av Bulgarien. 